# Раковіца (Горж)
Раковіца (рум. Racovița) — село у повіті Горж в Румунії. Входить до складу комуни Половраджі.
Село розташоване на відстані 195 км на північний захід від Бухареста, 46 км на схід від Тиргу-Жіу, 93 км на північ від Крайови, 148 км на захід від Брашова.

## Населення
За даними перепису населення 2002 року у селі проживали 557 осіб, усі — румуни. Усі жителі села рідною мовою назвали румунську.